# Körperwissen
Körperwissen bzw. verkörpertes Wissen (engl. Embodied Knowledge) ist ein Begriff, der in der Wissenssoziologie, der Kulturanthropologie und angrenzenden Fachgebieten verwendet wird. Er bezeichnet eine Form des Wissens, das in materiellen Körpern gebunden ist.
Einerseits ist das Wissen im menschlichen Körper gemeint. Embodied Knowledge liegt im unbewussten Teil des menschlichen Geistes (der eben nicht vom Körper getrennt ist) als implizites Wissen vor. Ebenso betrifft Embodied Knowledge das in Maschinen oder anderen Gegenständen enthaltene Wissen (das Wissen, das zur Herstellung erforderlich war).
Eine wichtige Rolle spielt der Begriff Körperwissen insbesondere in praxeologischen und vom neuen Materialismus ausgehenden Überlegungen (material turn). Hier wird die Gesellschaft bzw. das Soziale als aus Materie konstruiertes Gebilde gedacht, im Gegensatz zu Denkrichtungen wie dem Idealismus, die es eher von (immateriellen) Ideen oder Vorstellungen her theoretisieren. Körperwissen ist in diesem Zusammenhang ein Versuch, Körper (Materie) und Wissen zusammen- und gerade nicht entgegengesetzt zu denken. Wissen wird so von der Materie her gedacht, in der es existiert, statt als rein abstraktes, immaterielles Gebilde.